# Lentokenttä (Lappeenranta)
Pour les articles homonymes, voir Lentokenttä (homonymie).
Lentokenttä en français : aéroport) est le quartier  numéro 25 de Lappeenranta Finlande,.

## Présentation
Le quartier abrite notamment l'aéroport de Lappeenranta et le musée de l'aviation de Carélie,.